# 源石和輝 音楽博覧会
『源石和輝 音楽博覧会』（げんいしかずてる おんがくはくらんかい）は東海ラジオ放送で2014年10月5日から放送されていた、日曜午後の音楽番組。

## 概要
2014年10月の秋改編により、約4年半続いた昼のワイド番組「多田木・古池 茶の間でショウ」が放送終了。新たに、音楽をメインとした昼ワイド番組をスタートすることとなり、同時期の改編で朝のワイド番組「源石和輝 モルゲン!!」が終了した源石和輝（東海ラジオアナウンサー）が「博覧会事務総長」という肩書で同番組のメインパーソナリティを務めることとなった。

## 放送時間
全て毎週日曜の放送。
放送開始当初は、ナイターオフシーズンであったため、12:00 - 15:00の3時間放送となっていたが、2015年のナイターシーズンになると12:00 - 14:00の2時間放送に短縮。その後は放送時間の変遷はなく、原則として2時間放送を継続していたが、2016年10月のナイターオフ編成より再び12:00 - 15:00の3時間放送に延長されている（ただし、デーゲーム中継や特別番組などにより、放送時間短縮、延長あるいは変更の場合がある。後述）。
| 放送期間 | 放送期間  | 放送時間                        |
| -------- | --------- | ------------------------------- |
| 2014.10  | 2015.03   | 毎週日曜日 12:00 - 15:00（JST） |
| 2016.10  | 2017.03   | 毎週日曜日 12:00 - 15:00（JST） |
| 2015.04  | 2016.09   | 毎週日曜日 12:00 - 14:00（JST） |
| 2017.04  | 2017.10.1 | 毎週日曜日 12:00 - 13:55（JST） |

## パーソナリティ
- 博覧会事務総長 - 源石和輝（東海ラジオアナウンサー）
- 公式キャラクター - おんぱくん、おんぱこくん

## 内容
同番組では「博覧会事務総長」である源石の進行のもと、公式キャラクターの「おんぱくん」（声は東海ラジオアナウンサーの成田香織）も登場し、邦楽や洋楽など、どの年代が聴いても受け入れられる音楽を紹介する番組となっている。
基本編成は、毎時報前に、ニュース、天気予報、交通情報と「現代」の情報を伝え、時報後には、年代ごとのレトロニュースを伝え、その年代の音楽へと入っていく。
各年代をそれぞれパビリオンに例え、1970年代の「モーレツ館」、1980年代の「ナウい館」、1980年代後半から1999年までの「トレンディー館」、2000年以降の「ミレニアム館」に分類し、それぞれカテゴリから毎回2つを選んで、テーマに合った曲を数曲流している。メール、FAX、ツイッターでリスナーからのリクエストを受け付けるほか、年数回、電話リクエストが行われることがある。
聴取率調査週間などにおいては、「音博スタンプラリー」と称したプレゼントが行われることがある。これは、番組内でオンエアされた指定の曲名を書くことで、抽選でグルメ商品などが当たるものである。
また、毎回「ご来賓」と称したゲストとのトークコーナーが設けられているほか、箱番組もいくつか内包されている。

## タイムテーブル
15時00分まで放送されていた当時のプログラムである。
- 12:00　オープニング
- 12:05　レトロニュース（昭和40年代）、展示型プログラム
- 12:10　展示型プログラム
- 12:15　音楽市民参加プログラム 音博広場（街頭インタビュー）、交流型プログラム
- 12:25　いきいきインフォメーション
- 12:30　展示型プログラム
- 12:35　展示型プログラム
- 交流ゾーン（リクエストゾーン）
- 12:40　交流型プログラム
- 12:45　交流型プログラム
- 12:48　交流型プログラム
- 12:52　中日新聞ニュース
- 12:55　天気予報
- 12:57　交通情報
- 13:00　レトロニュース（昭和50年代）、展示型プログラム
- 13:05　展示型プログラム
- 13:10　音楽市民参加プログラム 音博広場（街頭インタビュー）、交流型プログラム
- 13:20　展示型プログラム
- 13:25　ドクター赤澤ハートフルホスピタル（現在は放送終了） - 内科医である赤澤貴洋を中心とした医療系バンド「Heartfull Hospital（ハートフルホスピタル）」のミニ番組（主に赤澤が出演していた）。2015年12月に赤澤が収賄容疑で逮捕されたことにより、打ち切りとなった。
- 13:32　山本譲二の住まいるフレンド - 東海ラジオ制作[4]
- 交流ゾーン（リクエストゾーン）
- 13:42　交流型プログラム
- 13:47　交流型プログラム
- 13:52　中日新聞ニュース
- 13:55　天気予報
- 13:57　交通情報
- 14:00　レトロニュース（昭和60年代）、展示型プログラム
- 14:05　展示型プログラム
- 14:10　展示型プログラム
- 14:15　音楽市民参加プログラム 音博広場（街頭インタビュー）、交流型プログラム
- 交流ゾーン（リクエストゾーン）
- 14:25　交流型プログラム
- 14:30　交流型プログラム
- 14:35　交流型プログラム
- 14:42　中日新聞ニュース
- 14:46　天気予報
- 14:48　交通情報
- 14:50　展示型プログラム
- 14:55　エンディング

## 特別編成

### 拡大放送

#### 2015年
- 4月19日 - 『音楽博覧会 春のフェスティバル』として19:00まで放送。
  - 13:30 - 試合終了は『ガッツナイタースペシャル 広島×中日』中継のため一時中断。
- 9月20日 - 『源石和輝 音楽博覧会〜第50回記念 栄の街からこんにちは〜』として15:00まで放送。
- 12月20日 - 「聞いて元気週間」（聴取率調査週間）の特別番組として『音楽博覧会 早朝サービス』を7:00 - 8:00に放送。通常この時間帯に放送されている「宗次郎 オカリーナの森から」は番組内でほぼ通常の時間に放送された。

#### 2016年
- 4月17日 - 『音楽博覧会 春のフェスティバル』として19:30まで放送。
  - 14:00 - 試合終了は『ガッツナイタースペシャル 中日×阪神』中継のため一時中断。
- 6月19日 - 「聞いて元気週間」（聴取率調査週間）の特別番組として『音楽博覧会 4時間スペシャル』を10:00 - 14:00に放送。